# Ultimatum (sastav)
Ultimatum (logotip stiliziran kao UltimatuM) je splitski heavy metal sastav. Glazbeni stil sastava je pod velikim utjecajem standardnog hard rocka i heavy metala. Prvi objavljeni album im je Ulice zla. Album je objavila diskografska kuća Croatia Records 2004. godine.
Sastav su osnovali Mate Vukorepa i ritam gitarist Mihovil Čerina. Izvorna ideja o osnivanju sastava bila je Vukorepina. Nakon njih Ultimatumu su se pridružili i ostali članovi. Godine 2002. snimili su prvu pjesmu »Pet čupavih«. Godine 2014. objavili su album "U vihoru vremena"

## Članovi
- Mihovil Čerina - ritam gitara (2001.-danas)
- Mate Vukorepa - vokali (2001.-danas)
- Marin Miletić - bas-gitara (2011.-danas)
- Ante Barišić - glavna gitara (2012.-danas)
- Duje Pelaić  - bubnjevi (2014.-danas)

## Diskografija
- Ulice zla  (2004.)
- U vihoru vremena  (2014.)